# التقويم (ويندوز)
التقويم (بالإنجليزية:Calendar) هو تطبيق شخصي من شركة مايكروسوفت. يستخدم التطبيق لمعرفة التاريخ وللتذكير ويمكن تغيير لون خلفية التطبيق وتغير لون التطبيق (كاشف/غامق).